# Polizia partigiana
Il termine Polizia partigiana (o Polizia ausiliaria oppure Polizia ausiliaria partigiana) indica le organizzazioni di polizia istituite nel 1945 da parte del CLN nei territori italiani controllati, dopo la morte di Benito Mussolini, nel contesto del progressivo ritorno alla pace della penisola perseguito dalla Resistenza italiana.

## Storia
I gruppi di polizia partigiana nacquero alla fine della seconda guerra mondiale con l'intento di mantenere l'ordine pubblico nel paese stremato dalla guerra, a seguito dello sbandamento delle forze di polizia del periodo fascista, ossia la Polizia Repubblicana nel territorio della ex Repubblica Sociale Italiana. 
Fu il ministro dell'interno Giuseppe Romita quindi a procedere all'arruolamento di partigiani negli organici della pubblica sicurezza, circa 20 mila, circa la metà dell'organico complessivo.
Col progressivo ristabilimento dell'ordine pubblico su tutto il territorio nazionale da parte del governo Parri, questa polizia ausiliaria veniva sostituita dalle regolari forze dell'ordine. Su iniziativa del ministro Mario Scelba questi reparti nel 1947 furono infine disciolti, e in parte il personale inquadrato fu congedato.
Ne rimasero in servizio nel Corpo delle guardie di pubblica sicurezza circa 5 mila.

## Controversie
La polizia partigiana fu coinvolta in alcuni casi controversi, tra cui:
- Nella notte tra il 4 e il 5 maggio 1945, 28 fascisti e presunti tali furono tratti dal carcere in cui erano stati rinchiusi alla fine della guerra da membri della resistenza, si presume appartenenti alla polizia partigiana, e quindi massacrati. Questa azione è nota come strage di Costa d'Oneglia[3][4][5];

- Nella notte tra il 6 e il 7 luglio 1945 fu commesso a Schio (VI) un massacro, passato alla storia come Eccidio di Schio.

Sul piano giudiziario le vicende legate a questo periodo furono "chiuse" nel 1953 dal governo Pella, che approvò l'indulto e l'amnistia proposti dal guardasigilli Antonio Azara per tutti i reati politici commessi entro il 18 giugno 1948. 
Furono compresi in questa amnistia, che seguiva a distanza di due anni l'Amnistia Togliatti, i reati commessi nel dopoguerra, arrivando a oltre tre anni dalla fine della guerra.